# Adam Isbert
Adam Isbert (ur. 12 sierpnia 1880 w Sępólnie Krajeńskim, zm. w kwietniu 1973 w Nowym Jorku) – gdański kupiec i kubański urzędnik konsularny.
Syn Michaela Adama i Rosalie. Był przewodniczącym Zarządu Wyznaniowej Gminy Żydowskiej w Bydgoszczy (1923-1925). Prowadził firmę handlu wyrobami tytoniowymi oraz dziełami sztuki, w tym szkicami, których autorem był Peter Paul Rubens, Havana Importer S.A., również z oddziałem w Brukseli (1937-1941). Powierzono mu pełnienie funkcji konsula Kuby w Gdańsku (1931-1939). Od 1941 przebywał w Nowym Jorku, gdzie zmarł.